# Hong Kong Open 1988
Die Hong Kong Open 1988 im Badminton fanden vom 18. bis zum 21. August 1988 in Hongkong statt. Mit einem Preisgeld von 60.000 US-Dollar wurde das Turnier als 3-Sterne-Turnier in der Grand-Prix-Wertung eingestuft.

## Finalresultate
| Disziplin    | Sieger                        | Finalist                               | Ergebnis          |
| ------------ | ----------------------------- | -------------------------------------- | ----------------- |
| Herreneinzel | Icuk Sugiarto                 | Yang Yang                              | 7:15, 15:1, 15:11 |
| Dameneinzel  | Lee Young-suk                 | Han Aiping                             | 8:11, 11:1, 11:8  |
| Herrendoppel | Lee Kwang-jin Lee Sang-bok    | Sawei Chanseorasmee Sakrapee Thongsari | 15:5, 17:14       |
| Damendoppel  | Lin Ying Guan Weizhen         | Han Aiping Shang Fumei                 | 15:10, 15:4       |
| Mixed        | Park Joo-bong Chung Myung-hee | Chan Chi Choi Amy Chan                 | 15:7, 15:6        |